# Стародубская волость
Староду́бская волость — административно-территориальная единица в составе Стародубского уезда.
Административный центр — город Стародуб.

## История
Волость образована в ходе реформы 1861 года.
В ходе укрупнения волостей, в 1923 году к Стародубской волости была присоединена Нижневская волость и значительные части Яцковской и Гринёвской волостей, после чего Стародубская волость стала одной из крупнейших в губернии.
В 1929 году, с введением районного деления, волость была упразднена, а на её территориальной основе сформирован Стародубский район Клинцовского округа Западной области (ныне в составе Брянской области). Небольшая часть Стародубской волости вошла в Клинцовский район.

## Административное деление
В 1919 году в состав Стародубской волости входили следующие сельсоветы: Дареевичский, Дедовский, Дохновичский, Каменский, Коробовщинский, Картушинский, Крапивенский, Крюковский, Левенский, Мереновский, Мохоновский, Мытничский, Остроглядовский, Печеникский, Рябцевский, Сергеевский, Соколовский, Шкрябинский.
По состоянию на 1 января 1928 года, Стародубская волость включала в себя следующие сельсоветы: Алефинский, Басихинский, Волокитинокустический, Выстриковский, Горисловский, Горчаковский, Гриденский, Дареевичский, Дедовский, Дохновичский, Душкинский, Занковский, Каменский, Картушинский, Крюковский, Левенский, Логоватовский, Медвёдовский, Межениковский, Меленский, Мериновский, Мишковский, Мохановский, Невзоровский, Невструевский, Нижневский, Новосёлковский, Новосельский, Осколковский, Остроглядовский, Пантусовский, Печениковский, Покословский, Прокоповский, Пыхторовский, Пятовский, Рябцевский, Селищенский, Сергеевский, Случковский, Соколовский, Степокский, Суховерховский, Хмелевский, Чубковичский, Шкрябинский, Яньковский, Ярцевский, Яцковский.